# روب فان دن ویلدنبرخ
روب فان دن ویلدنبرخ (هلندی: Rob van den Wildenberg؛ زادهٔ ۲ مارس ۱۹۸۲) دوچرخه‌سوار اهل هلند است.